# تل مرتفى
تل مرتفى هو موقع أثري يقع على بعد 900 متر شمال غرب قرية تلبيرة في محافظة البقاع بلبنان. يعود تاريخه على الأقل إلى العصر البرونزي المبكر.